# Seekriegsakademie N. G. Kusnezow

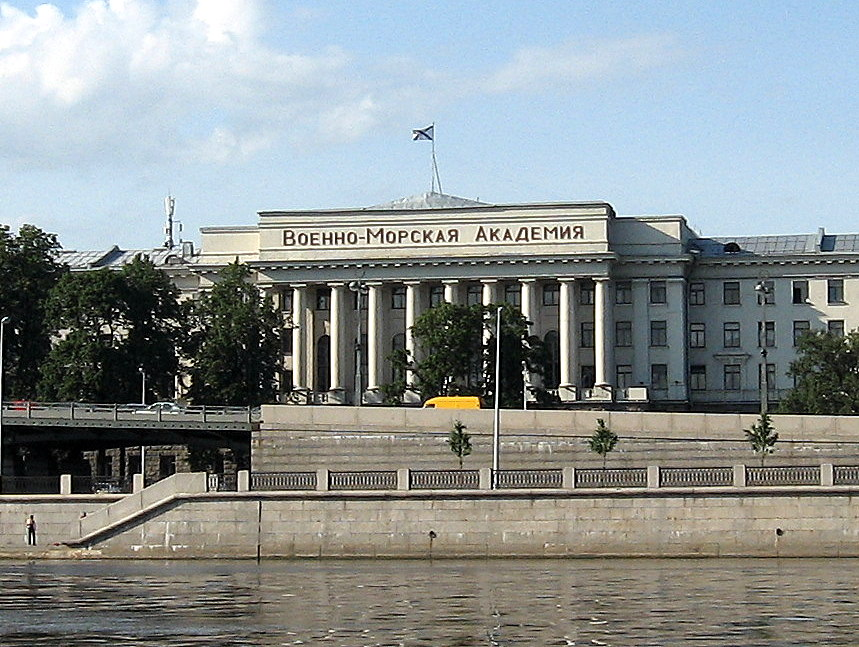
Seekriegsakademie in St. Petersburg 2009

Die Seekriegsakademie „N. G. Kusnezow“ (russisch Военно-морская академия им. Н. Г. Кузнецова) ist eine militärische Hochschule zur akademischen Aus- und Weiterbildung von Offizieren der russischen Seekriegsflotte in Sankt Petersburg und nach Nikolai Kusnezow benannt.

## Geschichte
Die Geschichte dieser Akademie reicht bis in das 19. Jahrhundert zurück. Im Jahre 1827 wurden beim Marinekadettenkorps die höheren Offiziersklassen gebildet. Ab 1862 wurden diese höheren Klassen als Akademischer Kurs für maritime Wissenschaften (Академический курс морских наук, Akademitscheskij kurs morskich nauk) bezeichnet. Im Jahre 1877 erfolgte die Umbenennung in Nikolajew-Marineakademie (Николаевская морская академия, Nikolajewskaja morskaja akademija).
Nach der Oktoberrevolution wurde 1919 an der Marineakademie mit der Ausbildung von Kommandeuren für die sowjetische Seekriegsflotte begonnen. Ab 1922 hieß die Ausbildungsstätte Seekriegsakademie der Roten Arbeiter-und-Bauern-Flotte. Nach dem Ende des Zweiten Weltkriegs wurden die ingenieurtechnischen Fakultäten zur eigenständigen Seekriegsakademie für Schiffbau und Bewaffnung „A. N. Krylow“ umgebildet. Auf der Grundlage der verbliebenen Kommandeursfakultät wurde die Seekriegsakademie für Kommandeure „K. J. Woroschilow“ geschaffen. Bereits 15 Jahre später wurden die beiden Akademien zur Seekriegsakademie zusammengeführt. Der Sitz der Akademie war in Leningrad, dem heutigen Sankt Petersburg.

## Namen
- 1960–1968 Leninorden-Seekriegsakademie
- 1968 Uschakow-Seekriegsakademie
- 1976 Uschakow-Seekriegsakademie “Marschall der Sowjetunion A. A. Gretschko”
- 1990 Seekriegsakademie “N. G. Kusnezow”

Die Militärakademie ist Träger zahlreicher Auszeichnungen. So wurden ihr unter anderem der Leninorden, der Uschakoworden und der Orden der Oktoberrevolution verliehen.

## Akademieleiter
- Admiral Juri Pantelejew (1960–1967)
- Adm Alexander Orjol (1967–1974)
- Adm Wiktor Sysojew (1974–1981)
- Adm Walentin Ponikarowski (1981–1991)
- Adm Witali Iwanow (1991–1995)
- Adm Wassili Jerjomin (1995–2003)
- Adm Juri Sysujew (2003–2009)
- Vizeadmiral Adam Rimaschewski (2009–2012)
- Adm i. R. Nikolai Maximow (2012–2016)
- VAdm Alexander Nossatow (2016)
- VAdm Wladimir Kassatonow (2016–2019)
- VAdm Wiktor Sokolow (2020–2022)

## Auftrag
Die Seekriegsakademie bildet Kommandeure und Ingenieure für die Seekriegsflotte aus. An der Akademie wurden auch Führungskader anderer sozialistischer Staaten ausgebildet. Zudem war und ist sie das wissenschaftliche Zentrum zur Ausarbeitung der Probleme der Seekriegskunst, des Kriegsschiffbaus und der Bewaffnung der Flotte. Ferner befasste sich die Akademie mit den Fragen des Aufbaus, der Vorbereitung und des Einsatzes der Kräfte und Mittel der Seekriegsflotte.
Auszeichnungen
- Leninorden
- Orden der Oktoberrevolution
- Uschakoworden 1. Grades

Koordinaten: 59° 59′ 4″ N, 30° 18′ 13″ O